# Michał Jarnecki
Michał Jerzy Jarnecki (ur. w 1960 w Kaliszu) – polski historyk, doktor habilitowany nauk humanistycznych, profesor nadzwyczajny Wydziału Pedagogiczno-Artystycznego w Kaliszu na Uniwersytecie im. Adama Mickiewicza w Poznaniu.

## Życiorys
W 1983 ukończył studia historyczne na Wydziale Pedagogiczno-Artystycznym Uniwersytetu im. Adama Mickiewicza w Poznaniu. 1 stycznia 1988 obronił pracę doktorską pt. Poglądy A. Gillera na powstanie styczniowe (promotor prof. Janusz Pajewski). 7 stycznia 2011 habilitował się na podstawie pracy pt. Irredenta ukraińska w relacjach polsko-czechosłowackich w latach 1918-1939. Został zatrudniony na Wydziale Pedagogiczno-Artystycznym UAM. Kieruje Zakładem Ochrony Dziedzictwa Kulturowego i Komunikacji Międzykulturowej.

## Nagrody
Nagroda Starosty Ostrowskiego im. Wojciecha Lipskiego (2025)